# Постников, Дмитрий Васильевич (учёный)
Дмитрий Васильевич Постников (р. 12 июня 1921, Бугульма — 8 сентября 2013, Уфа) — советский учёный-геолог, кандидат геолого-минералогических наук.

## Биография
Окончив с отличием школу в 1939, без экзаменов был принят в Ленинградский политехнический институт. Проучившись всего месяц, отозван на трёх месячное ускоренное военное обучение, затем направлен на фронт связистом в артиллерийский полк, участник Зимней войны. Участвовал в боях на линии Маннергейма, после перемирия — участник похода в Эстонию. В самом начале Великой Отечественной войны был ранен, и в конце июня 1941 попал в плен. В лагере для военнопленных заболел тяжёлой формой дизентерии, затем был ранен при бомбёжке военной авиацией США. С пробитой головой и инфекцией оказался в госпитале города Мемминген, где после трёх операций излечен старым доктором Цеприцем. В 1945, после освобождения лагеря для военнопленных армией США, вернулся в родной город, где прошёл проверку, и несколько месяцев находился на излечении от последствий ранений и пребывания в плену. В октябре 1945 поступил в ЦНИЛ треста «Татнефтеразведка», в лабораторию В. И. Троепольского. В 1958 за участие в боях у Бреста и анти-фашистской организации во вражеском плену награждён орденом со снятием подозрения в неблагонадёжности. Затем работал в Уфе, в Институте геологии Башкирского филиала АН СССР. В 1977 перешёл на работу в лабораторию тектоники, специалист по шарьяжам. После распада СССР продолжал работать в Институте геологии УНЦ РАН. Незадолго до смерти опубликовал воспоминания о военных годах.

### Звания
- рядовой (1939);

### Награды
- орден Красной Звезды (1958).

## Публикации
- Литология терригенной формации девона Юго-Западной Башкирии : (Белебеевско-Шкаповский район) : Автореферат дис. на соискание ученой степени кандидата геолого-минералогических наук / Казан. ордена Труд. Красного Знамени гос. ун-т им. В. И. Ульянова-Ленина. Уфим. нефт. науч.-исслед. ин-т УфНИИ. - Уфа : [б. и.], 1958. - 13 с.; 22 см.[3]

Всего опубликовал свыше 100 научных статей и 5 монографий.